# Golpe de Estado em Abu Dhabi em 1966
O golpe de Estado em Abu Dhabi em 1966 foi um golpe palaciano incruento ocorrido em 6 de agosto de 1966, no qual o xeque Zayed bin Sultan al Nahyan depôs seu irmão mais velho, Shakhbut bin Sultan Al Nahyan, como governante do Emirado de Abu Dhabi. O golpe de Abu Dhabi contou com o apoio militar direto do Reino Unido, que então exercia um controle colonial sobre a região como parte do protetorado dos Estados da Trégua.

## Antecedentes
Durante os 200 anos de governo da dinastia Al Nahyan, o Emirado de Abu Dhabi foi palco de recorrentes conflitos sucessórios, incluindo golpes palacianos, conspirações e assassinatos políticos. Em 1928, o xeque Shakhbut bin Sultan Al Nahyan tornou-se governante de Abu Dhabi após um golpe palaciano liderado pelo xeque Khalifa Al Nahyan, que resultou no assassinato de seu antecessor, o xeque Saqr bin Zayed Al Nahyan. Saqr havia, por sua vez, assumido o poder por meio de uma trama palaciana em 1926, que resultou no assassinato do xeque Sultan bin Zayed Al Nahyan, tio de Shakhbut.
O xeque Shakhbut nomeou seu irmão mais novo, o xeque Zayed bin Sultan Al Nahyan, como governador da região de Al Ain. Zayed destacou-se rapidamente pela sua firme oposição ao islamismo político, em particular ao wahhabismo, uma vez que o governo da Arábia Saudita mantinha uma disputa territorial em Al-Ain e tentava difundir essa doutrina entre a população local para consolidar sua influência sobre a região.
As autoridades britânicas avaliaram em 1964 que o governo autocrático de Shakhbut em Abu Dhabi, somado ao crescente influxo de trabalhadores árabes considerados potencialmente pan-arabistas, transformara o emirado em um "alvo perfeito para atividades subversivas e revolucionárias". Nesse contexto, uma onda revolucionária varria a Península Arábica, impulsionada por revoltas como a Rebelião Dofar (Omã), a Revolução de Adem (Iêmen do Sul) e a Revolução de 26 de Setembro (Iêmen do Norte). Para conter a expansão do radicalismo e assegurar seus interesses econômicos no Golfo, os britânicos organizaram golpes nos anos seguintes que substituíram lideranças locais por aliados próximos, como nos casos de Xarja (1965) e Omã (1970).
Ao mesmo tempo, vozes dentro de Abu Dhabi começaram a questionar o governo de Shakhbut, com Zayed reunindo-se secretamente com Hugh Boustead em 1964 para argumentar que Shakhbut era clinicamente insano e inapto para governar. Boustead registrou que Zayed o convencera de que seu irmão era "literalmente louco". O mais importante é que Zayed apoiava uma cooperação mais estreita com os outros membros dos Estados da Trégua e respaldava as iniciativas britânicas para federalizar os emirados, o que daria origem aos Emirados Árabes Unidos. Já Shakhbut não apenas se opunha veementemente à federalização, mas até mesmo à cooperação com os outros Estados da Trégua. No entanto, quando era obrigado a participar de reuniões pan-Truciais, Shakhbut não comparecia pessoalmente — sendo o único xeque a agir assim — e, em vez disso, enviava Zayed como seu representante oficial.

## Golpe
Uma vez garantido que Zayed assumiria o poder imediatamente, H. G. Balfour-Paul organizou um golpe palaciano incruento em 6 de agosto de 1966 para substituir Shakhbut por Zayed. Os detalhes exatos do golpe permanecem desconhecidos, já que a maioria dos documentos relacionados continua classificada devido à participação direta do governo britânico. Contudo, sabe-se que na noite de 4 de agosto de 1966, Balfour-Paul recebeu uma comunicação do Foreign Office indicando que o conselho da família Al Nahyan pretendia depor Shakhbut e contaria com apoio britânico. O Foreign Office assinalou que a carta fora assinada por 'ambas as pessoas requeridas' para autorizar o uso direto de pessoal britânico, embora não tivesse especificado quem eram tais indivíduos. Zayed avançou então para o palácio real com o apoio dos Escoteiros Truciais de Omã e forçou seu irmão a abdicar em seu favor. Shakhbut partiu posteriormente para o exílio no Bahrein.

## Consequências
Shakhbut partiu para o exílio; no entanto, após uma breve ausência, foi convidado por Zayed a retornar a Abu Dhabi, e ambos mantiveram sua amizade. Em um comunicado oficial sobre o golpe de Estado, o governo britânico alegou que Shakhbut "não conseguia estabelecer uma administração eficiente, carecia de capacidade de governo e não utilizava a riqueza do Estado em benefício do povo". Zayed rapidamente depositou grande parte da riqueza de Abu Dhabi no Banco Britânico do Oriente Médio e transformou a cidade em uma metrópole moderna em pouco tempo. Posteriormente, assumiria também a presidência dos Emirados Árabes Unidos.